# Isa & Bea - Streghe tra noi
Isa & Bea - Streghe tra noi è una serie a fumetti italiana ideata nel 2002 e licenziata per il magazine a fumetti alle Edizioni Cioè Kids. Il fumetto si rivolge alla fascia 9-14 anni e nelle prime serie ha avuto tiratura di 100 000 copie al mese. Accanto al fumetto sono state messi in vendita merchandising quali borse, zaini, album e materiale da cartoleria.
La serie, di genere fantasy, fu prima ristampata da febbraio 2004 e poi rilanciata nel 2008 dalla casa editrice Asmi, con il primo numero stampato in 70 000 copie. Successivamente, i diritti furono acquistati da Il Sole di Carta srl, che continuò a ristampare la serie.
All'estero gli albi sono stati editi in Brasile (Panini Brasil Ltda), Francia (Panini France S.A.) e Spagna (Panini Espana S.A).
Dal 1º aprile 2015, viene pubblicata mensilmente da Il Sole di Carta la ristampa in formato comic book brossurato, Isa & Bea - Che streghe!, presentata alla Bologna Children's Book Fair.

## Trama
Il fumetto segue le avventure di Isabella e Beatrice, due streghe nere medioevali catapultate nel XXI secolo dalle streghe bianche come punizione per il loro uso improprio della magia.
In epoca moderna, le due ragazze trovano una nuova famiglia: Isabella incontra Miriam e Luigi Bosco, che credono di essere i suoi genitori a causa dell'incantesimo delle streghe bianche, mentre Beatrice conosce Antonella Seta e Federico, suo finto fratello e vero cugino, un mago bianco inviato dal Medioevo per vigilare sulle due streghe. Durante il viaggio nel tempo, tuttavia, il ragazzo ha perso la memoria e non ricorda di avere poteri magici. Isabella si innamora di Federico, senza tuttavia svelargli il suo segreto fino a quando il ragazzo non avrà riacquistato la memoria. Beatrice è invece attratta da un misterioso ragazzo, Gurth, che si scopre essere un cacciatore di streghe di nome Melfaroth. Al gruppo, inizialmente composto dai quattro, si aggiungeranno man mano altri personaggi, come Giovanna detta Giò, Alice, la migliore amica di Isa e Bea, il licantropo Zanna e Miriel, una fata proveniente da Féeria.

## Personaggi

### Protagonisti
Isabella "Isa" Bosco
È una strega solitaria, precedentemente nera, e la migliore amica di Beatrice. Ha lunghi capelli blu lisci e occhi tra l'azzurro e il verde. Innamorata di Federico e successivamente sua ragazza, è timida e ingenua, ma sa tirare fuori la grinta. Dolce e sognatrice, è un po' insicura, tende a essere pessimista e a combinare guai. È una sensitiva, il suo elemento è l'acqua ed è del segno del Cancro, essendo nata il 28 giugno. Il suo potere principale è il sesto senso. Il suo colore preferito è il blu e adora gli animali. La sua materia preferita è Scienze naturali e il suo amico di zampa è il gatto Merlino, un micio randagio regalatole da Daniele e Federico. Del XXI secolo adora il cioccolato e si appassiona alla danza. I suoi genitori in epoca moderna sono Miriam Bosco, docente presso il liceo frequentato dalle protagoniste, e suo marito Luigi, un erborista sempre in viaggio (molto legato alla "figlia", unico a chiamarla Bella), mentre nel Medioevo era orfana. Nella serie di Dark Doom si scopre che Isabella non viene dal Medioevo, ma dal futuro. I suoi genitori, Vivian e Urian, due maghi perseguitati, spedirono la figlia nel passato ancora in fasce, per salvarla da Dark Doom, che la voleva uccidere poiché era l'unica che lo poteva battere. Della morte dei suoi genitori, avvenuta davanti ai suoi occhi, Isabella non ricorda niente. La neonata fu trovata dalla Marchesa sulla Collina del Sabba e venne allevata come strega nera, rivelandole i segreti della magia oscura. Quando Isabella tornò dal viaggio nel futuro nella seconda stagione, con l'obiettivo di perseguire la Conoscenza Assoluta, divenne allieva della Marchesa, che la rimandò nel XXI secolo perché alcuni nemici minacciavano la congrega nera. La ragazza, tuttavia, tradì e abbandonò la Marchesa distruggendo l'anello di pietra di luna che la teneva in comunicazione con lei. Nella quarta stagione teme di essere la strega nera del futuro.
Beatrice "Bea" Seta / Virtutis
È una strega bianca, precedentemente nera, e la migliore amica di Isabella. Ha lunghi capelli rossi e mossi e occhi nocciola. Beatrice ha un carattere apparentemente molto forte, ma nasconde anche un cuore appassionato e romantico; inoltre è molto impulsiva, dolce, sarcastica e fantasiosa, ma molto leale con le persone a cui vuole bene. Ha avuto una relazione con Gurth e Daniele. Il suo segno zodiacale è Leone ed è nata il 10 agosto. Il suo elemento è il Vento, il suo colore preferito è l' Azzurro e le piacciono i cani. La sua materia preferita è Informatica. Del XXI secolo ama la tecnologia, i negozi, la moda, le patatine e la musica moderna. Nella seconda stagione si fa tatuare una rosa rossa sulla pancia e adotta un coniglio bianco, originario di Féeria, che Miriel chiamerà Teobaldo. Sua madre in epoca moderna è Antonella Seta, proprietaria di una profumeria. Beatrice è la Salvatrice della Rosa, colei che comanda tutti sigilli magici e che pone fine al dominio della Marchesa su di essi, togliendo alle streghe nere un alleato prezioso. Sua madre era Cecilia Virtutis, sorella di Lucrezia (la madre di Federico). Prima che fosse uccisa dalle guardie di Sir Riccardo con l'accusa di stregoneria, Cecilia consegnò sua figlia alla balia che si finse sua nonna, e che la affidò alle streghe quando era piccola. In seguito Beatrice conobbe Isabella e divennero amiche inseparabili. Giunte nel XXI secolo, la loro amicizia viene messa a dura prova dall'arrivo di Melfaroth, un cacciatore di streghe di cui Beatrice s'innamora. Isabella, scopertane la natura di demone, lo scaccia, ma Beatrice non capisce il suo gesto. Le due tornano amiche solo quando Gurth riesce a tornare da Beatrice. Dopo la morte dell'amato, la ragazza decide di rinunciare per sempre alla magia salvo poi unirsi alla congrega bianca quando gli attacchi dei demoni, inviati dalla Marchesa, si intensificano. Con il ritorno di Gurth, evocato dalla Marchesa, i suoi sentimenti verso il demone e Daniele entrano in crisi, salvo poi decidere per Gurth. Beatrice e Cecilia si riuniranno nel finale del secondo arco narrativo.
Federico Seta / Virtutis
Mago bianco, viene inviato da Matilde nel futuro per fare da custode a Isabella e Beatrice, anche se inizialmente contro la sua volontà. Durante lo spostamento da un'epoca all'altra perde la memoria, diventa molto razionale e non crede nella magia. Recupera i ricordi grazie a Chiara, una strega bianca sua amica. Nel XXI secolo si finge fratello di Beatrice e diventa il ragazzo di Isabella, nonché migliore amico di Daniele. Quando torna nel passato all'inizio della seconda serie, fa credere a tutti di essere partito per studiare all'estero. In realtà, Federico è il figlio di Lucrezia Virtutis, cugino di Beatrice e discendente della Strega che imprigionò la Maga Superna, autrice della maledizione che porta infelicità ai Virtutis e le persone da loro amate. Sua madre morì poco dopo averlo dato alla luce e il neonato fu affidato alle cure di una lontana cugina. Si riunisce al padre, ser Riccardo, nel corso del secondo arco narrativo. diventa amico di un drago, che ribattezza Grimorio.

### Streghe nere
Le streghe nere sono tredici e usano la magia a scopo malvagio, per ottenere potere e bellezza. Il loro ritrovo è la Collina del Sabba e sono solite indossare abiti neri, grigi e viola. Le apprendiste ricevono un mantello nero, il ciondolo col pentacolo e la bacchetta durante la cerimonia d'iniziazione. 
Grande Oscura
Guida delle streghe nere, vuole riportare Isa e Bea nel passato per completare la loro istruzione magica in favore del Male.
Marchesa
Strega nera, è la favorita della Grande Oscura, sua figlia ed erede. In realtà è una mezza-demone, creata dalla Grande Oscura con un incantesimo. Attirata dall'ambizione di Isabella, che mira al Sapere Assoluto pur non puntando al potere, la prende come allieva dopo il ritorno della ragazza nel Medioevo. Sconfitta nel finale della seconda stagione, ritorna nella quarta col proposito di creare un triade di streghe nere, provenienti da passato, presente (la Marchesa stessa) e futuro per dominare il mondo magico in tutte le epoche.
Fiamma
Insegnante di Isa e Bea, è molto severa. È gelosa della Marchesa e vuole scoprire il suo punto debole per far capire alla Grande Oscura che non è adatta a guidare le streghe nere dopo di lei, e prendere il posto della Marchesa come erede. In seguito, viene ripudiata dalle sue allieve. Denunciata ai cacciatori di streghe dalla Marchesa, viene arsa sul rogo dopo aver confessato i nomi delle sue compagne.
Rachele
Strega nera dalle forme generose e gli occhi rossi. Si occupò di Isabella quando era piccola, essendo la ragazza orfana. Non nasconde la sua preferenza per le punizioni corporali.
Maga Superna
Una delle più potenti streghe nere del passato, imprigionata dalla bisnonna di Lucrezia Virtutis quando la Grande Sofia era ancora una novizia. Per vendetta, Superna lanciò una maledizione sui discendenti della Strega bianca, condannandoli a soffrire per amore. Liberata dalla Grande Oscura e dalla Marchesa per convincere Isa e Bea a lasciar perdere l'amore, viene creduta sconfitta da Federico e Gurth, ma la Grande Oscura la libera nuovamente. Sconfitta nel finale della seconda stagione, ritorna nella quarta come alleata della Marchesa in quanto strega nera del passato; inoltre si scopre che la sua vera identità è quella di Nefti.

### Streghe bianche
Le streghe bianche sono dieci e utilizzano la magia per compiere gesti benefici. Credono che sia meglio mantenere riservata la propria identità. Si riuniscono nella cripta sotto il castello e sono solite indossare abiti bianchi, azzurri o rosa. 
Matilde
Giovane donna dai capelli bianchi, leader delle streghe bianche, vuole aiutare Isa e Bea ad affrontare la loro nuova vita nel futuro.
Sofia
Una delle streghe bianche, spesso le più giovani si rivolgono a lei per ricevere consigli. Sacrifica la propria vita per proteggere Federico dalla Maga Superna, diventando lo spirito guida del giovane mago, l'unico che può ancora vedere il suo fantasma.
Chiara
Giovane Strega bianca, in passato veniva presa di mira da Isa e Bea, che le ruppero la bacchetta magica per dispetto. È, insieme a Federico, apprendista di Matilde. Il suo ragazzo, Ruggero, odia la magia e non sa che è una strega. È caratterizzata dall'avere i capelli azzurri e portare abiti rosa.
Caterina
Strega bianca, si affezionerà a Isa e Bea, temendo per un loro ritorno nella nera congrega.

### Altri personaggi
Alice
Compagna di classe di Isa e Bea nel futuro, le aiuta con le materie in cui sono in difficoltà e scopre presto il loro segreto. Ha i capelli castani legati in due codini e porta gli occhiali.
Melfaroth/Gurth
È un demone cacciatore di streghe, si ciba delle loro energie vitali e ne invia gli spiriti nella Dimensione Arcana. Melfaroth si nasconde dietro le sembianze dell'umano Gurth, un ragazzo misterioso e affascinante di cui Bea si innamora. Isa, scoprendo la sua vera identità, lo scaccia con la magia, ma Bea cerca di riportarlo indietro. Viene liberato dalla Dimensione Arcana da Fiamma, che, minacciando Beatrice, riesce a convincerlo ad aiutarla a destituire la Marchesa. Gurth diventa il ragazzo di Bea, con l'obiettivo di circuirla per assorbirne le energie vitali, ma con il tempo si innamora sinceramente di lei, decidendo di rinunciare alla sua parte demoniaca e morendo così tra le sue braccia. Successivamente, viene riportato alla vita dalla Marchesa, che in questo modo lo può controllare ma il demone si ribellerà per stare con Beatrice.
Daniele
Compagno di scuola di Isa e Bea e migliore amico di Federico, fa parte del gruppo di recitazione scolastico ed è molto appassionato di teatro. Ha una sorella minore di nome Marta. Federico gli rivela di essere un mago. Si innamora di Beatrice e si fidanzano per poi rompere al ritorno di Gurth.
Silvia
Compagna di classe insicura e timida con aspirazioni da scrittrice, riesce a superare parte dell'incertezza grazie a Bea. È innamorata di Daniele e diventerà la sua ragazza nel finale della seconda stagione. Vive con il padre essendo orfana di madre.
Miriel
Fata proveniente da Féeria. Diventa amica di Isa e Bea. È capace di rimpicciolire, facendosi spuntare le ali, e assumere una statura da "umana". Si innamora del licantropo Zanna.
Vlada
Vampira, maestra di Dark Doom e Valtor, vuole Federico come allievo.
Dark Doom
mago nero, allievo di Vlada e da lei trasformato in vampiro. Nel futuro sarà responsabile della morte dei veri genitori di Isabella, Vivian e Urian.
Andrea Zanna
Lupo mannaro, diventa il ragazzo di Miriel, che lo chiama "cucciolotto". Ama i film horror e suona in una band. Nelle notti di luna piena si sposta nella casa in campagna della sua famiglia. Da bambino venne morso da un lupo mannaro che lo aveva precedentemente salvato da un vampiro.
Giovanna "Giò"
ragazza medievale adottata da ser Riccardo a sei anni dopo che il suo villaggio era stato attaccato e da lui cresciuta come ragazzo. È la prima a scoprire l'identità di Federico come mago quando ritorna nel Medioevo durante la seconda stagione, e li aiuterà a riallacciare i rapporti col padre. Quando Federico ritorna nel XXI secolo lei lo segue; durante il viaggio tra le epoche la sua cavalla Brunilde si trasforma in una moto.
Bogie
folletto appartenente al Piccolo Popolo, di colore blu. Parla un linguaggio comprensibile solo a chi pratica la magia. Accompagna Isa e Bea nelle loro avventure, vivendo principalmente a casa di Isabella, a cui sembra più affezionato. Per tenerlo buono le ragazze gli danno da mangiare il dentifricio.
Cecilia e Lucrezia Virtutis
discendenti della strega che ha imprigionato la Maga Superna, presumibilmente appartenenti alla congrega bianca. Entrambe con lunghi capelli biondi, le differenzia il colore della pelle (più abbronzata per Lucrezia) e il carattere (Cecilia è più diretta e in gioventù usava la magia in modo più spericolato). Lucrezia si sposò con ser Riccardo, ma le accuse di stregoneria la fecero scappare di casa e cadde in un fiume per sfuggire a dei cani da caccia; soccorsa da Sofia, morì dopo la nascita di Federico. Cecilia, già madre di Beatrice (padre ignoto), dovette affidare la bambina alla balia prima di venire catturata; fuggita grazie all'aiuto di Riccardo, addolorato per la morte di Lucrezia, andò a vivere in una capanna nel bosco. Federico riesce a vedere lo spirito della madre in due occasione, la seconda in compagnia del padre; Beatrice si riunisce a Cecilia verso la fine della seconda stagione.

## Creazione e sviluppo
L'idea di Isa & Bea - Streghe tra noi nasce il 14 agosto 2000 e viene proposta a Marco Iafrate da sua figlia Martina, che aveva chiamato le protagoniste Marty e Bea. Il 5 settembre, durante una riunione di redazione, il progetto viene approvato e si decide di trasformarlo in un breve fumetto da pubblicare sulla rivista Pop's. Il 7 febbraio 2001 vengono terminati soggetti e schizzi dei personaggi (Marty viene rinominata Isabella) e presentati a un gruppo di ragazzine tra i 10 e i 12 anni: dato il successo ottenuto, Iafrate decide di trasformare la serie in una rivista indipendente. Entro il 13 dicembre vengono completate le sceneggiature dei primi episodi e il character design dei personaggi. Quest'ultimo si presenta diverso rispetto all'idea iniziale: i protagonisti sono più adulti, i capelli di Beatrice non sono più biondi legati in due trecce, ma rossi e sciolti, quelli di Isabella si sono allungati e Bogie ha cambiato colore (da verde ad azzurro). Anche lo stile degli abiti da streghe cambia: i cappelli a punta sui toni del verde e del fucsia vengono eliminati, i vestiti si colorano di nero e vengono aggiunti dei mantelli. Il 10 aprile 2002 esce il primo numero di Isa & Bea - Streghe tra noi.

## Albi
Gli albi della serie sono 58, suddivisi in tre serie. Esistono anche tre albi speciali e la riedizione dei primi due albi, rispettivamente sotto il titolo di Speciale: Halloween e Federico: Un amore di mago.